# 樋口雄彦
樋口 雄彦（ひぐち たけひこ、1961年 - ）は、日本史学者、人間文化研究機構国立歴史民俗博物館・総合研究大学院大学教授。専門は日本近代史・幕末維新史。

## 経歴
- 1984年 静岡大学人文学部人文学科卒業
- 1984年 沼津市明治史料館学芸員
- 1997年 沼津市明治史料館主任学芸員
- 2001年 国立歴史民俗博物館助教授
- 2003年 総合研究大学院大学助教授併任
- 2007年 人間文化研究機構国立歴史民俗博物館准教授（総合研究大学院大学准教授併任)、「沼津兵学校の研究」で大阪大学文学博士
- 2011年 人間文化研究機構国立歴史民俗博物館教授（総合研究大学院大学教授併任）

## 著書

### 単著
- 『旧幕臣の明治維新―沼津兵学校とその群像』（吉川弘文館、2005年）
- 『沼津兵学校の研究』（吉川弘文館、2007年）
- 『静岡学問所』（静岡新聞社、2010年）
- 『第十六代徳川家達―その後の徳川家と近代日本』（祥伝社新書、2012年）
- 『箱館戦争と榎本武揚』＜敗者の日本史17＞（吉川弘文館、2012年）
- 『勝海舟と江戸東京（人をあるく）』吉川弘文館、2013
- 『沼津藩 近世初期は大久保家、中絶後、後期は水野家が治めた。東海道の宿場とともに発展した五万石の城下町。』現代書館 シリーズ藩物語 2016
- 『幕臣たちは明治維新をどう生きたのか』洋泉社 2016
- 『幕末の農兵』現代書館, 2017
- 『見る読む静岡藩ヒストリー』静岡新聞社, 2017
- 『幕末維新期の洋学と幕臣』 (近代史研究叢書 岩田書院, 2019

### 編著
- 『幕臣福田重固・高島茂徳兄弟』（福田達、2006年）
- 『海軍諜報員になった旧幕臣 海軍少将安原金次自伝』（芙蓉書房出版、2011年）
- 『資料が語る災害の記録と記憶』編 (国立歴史民俗博物館研究叢書 朝倉書店, 2019